# Султан Байсункур
Султан Байсункур (1481 — август 1493, Тебриз, Ак-Коюнлу) — 4-й султан государства Ак-Коюнлу (1490—1492). Полное имя — Абу-л-Фатх Байсункур-хан.
Байсунгур был сначала изгнан из Тебриза своим родственником Рустам-беем, а позже стал правителем городов Гянджа и Барда на основании достигнутого соглашения. Однако он предпринял две неудачные попытки вернуть себе трон отсюда и в результате был убит Рустам-беем в 1493 году. После него правителем был Рустам-бей.

## Биография
Представитель династии Ак-Коюнлу. Один из сыновей Султана Ягуба (1464—1490), султана Ак-Коюнлу (1478—1490). Его матерью была Гоухар Султан, дочь ширваншаха Фарруха Йасара (1465—1500).
В 1490 году после смерти своего отца девятилетний Султан Байсункур был объявлен новым султаном государства Ак-Коюнлу. Впрочем, фактическая власть находилась у его атабека Халил-бека Мосуллу. Вскоре против власти нового султана подняли два крупных племени, входивших в состав племенной конфедерации Ак-Коюнлу. Они поддержали претендента на престол, Рустама, двоюродного брата Султана Байсункура.
В 1492 году Султан Байсункур был свергнут с престола. Новым правителем Ак-Коюнлу стал Рустам (1492—1497). Войска, верные Султану Байсункуру, попытались восстановить его на троне, но потерпели поражение. В 1493 году при неизвестных обстоятельствах Султан Байсункур был убит.

## Правление

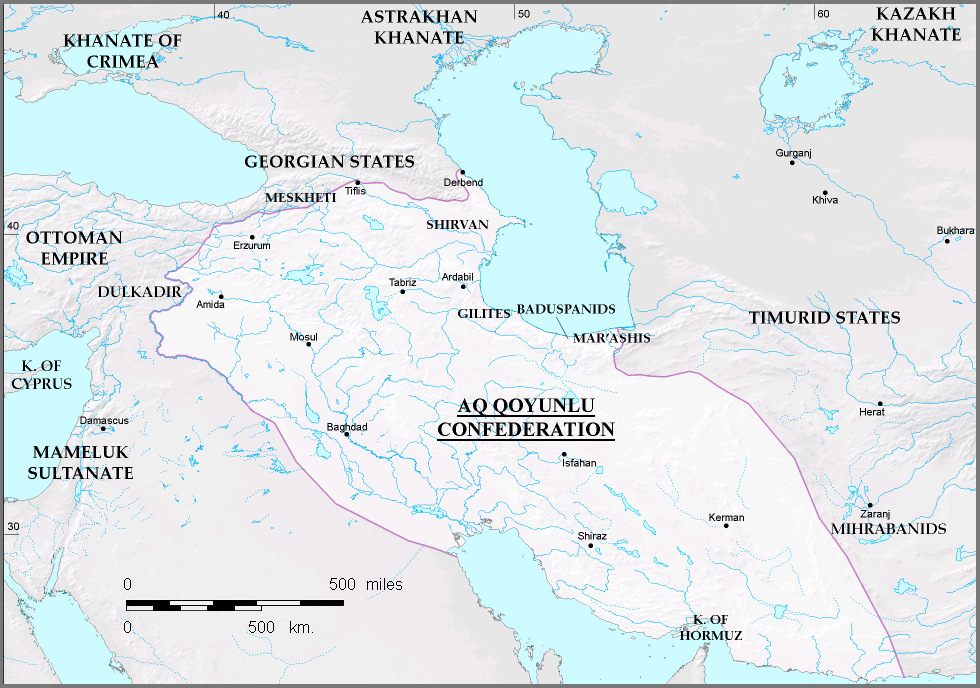
Карта территорий поместья Ак-Коюнлу 1490 года.

### Под регентством суфия Халила
После смерти Якуба суфий Халил понял, что находится в выгодном положении в лагере в Карабахе. Суфий Халил, получивший поддержку князей Мираншахи и его родственников из мосульского племени в лагере, убедивших баяндуров, объявил правителем Байсунгура. Суфий Халил, который был фактическим правителем королевства, схватил и казнил главнокомандующего Якуб Мирзу Али ибн Султанхалила. Этот его шаг заставил народ Баяндура и Мираншахи дистанцироваться от суфия Халила и начать восстание. В результате мятежа в стане правителя произошла кровопролитная битва, в результате которой князья и чиновники Баяндура были уничтожены. Среди убитых был брат Якуба Масих Мирза. Сын принца Максуда Рустам-бей был схвачен и заключен в крепость Алинджа недалеко от города Нахичеван.В это время Махмуд, сын сына Узун Хасана Угурлу Мухаммада, бежал в арабский Ирак и укрылся у племени Пёрнак, которое держало его в своих руках. Чтобы укрепить собственную власть, суфий Халил начал действовать против бывшей администрации султана Якуба. Гази Иса Саваджи, один из влиятельных бюрократов, также был включен в этот список. Его реформы привели к снижению доходов вождей турецких племен.
Суфий Халил Гази обвинил Иисуса в том, что он выступил против религии, но тот отрицал это. Тем не менее, несколько дней спустя, 24 января 1491 года, суфий Халил Гази казнил Ису, повесив его на армейском базаре. Брат Гази Исы, шейх Али Саваджи, реализовал реформы, запланированные его братом, в провинции Фарс. Его схватил, пытал и оштрафовал судья провинции Фарс Мансур-бей Пёрнак. Шейх Али Суфи, отправившийся отсюда в Тебриз, также был арестован Халилом и на этот раз казнен. Наджму ад-Дину Масуду Саваджи, сыну племянника Гази Исы, удалось бежать на начальных этапах, но он был отравлен и убит Моллой Джаном по приказу суфия Халила. Его отцу, Махмуду Джану Дейлами, удалось бежать в Казвин и спасти свою жизнь. Новая бюрократия государства была поручена Кечачи, уважаемой семье из Тебриза. Таким образом, суфий Халил избавился от своих злейших врагов, взял Азербайджан в свои руки, заручился лояльностью своего брата Бакр-бея на восточной границе Хорасана и племянника Гулаби-бея на западной границе.
В любом случае сопротивление суфию Халилу продолжалось. Шахали-бей Пёрнак, долгое время служивший судьей султана Якуба в арабском Ираке, объявил правителем города Хамадана Махмуда ибн Угурлу Мухаммада, другого принца Ак-коюнлу. Махмуд писал в своем письме в Тебриз:
Хасанали Гарагоюнлу был убит мечом моего отца, а Ирак был захвачен. Я его сын, и Суфий Халил должен признать мои права. Для обеих сторон было бы хорошо, чтобы Диярбакыр и Азербайджан, Байсунгура, Ирак и Персия остались за мной.
Суфий Халил был против этого и объявил Махмуду войну. Две армии встретились в месте под названием Даргузин, и армия Махмуда и Шахали потерпела поражение. Пока Шахали погиб на поле боя, Махмуд был схвачен и казнен. Мансур-бей Парнак, первоначально защищавший своего соплеменника Шахали Парнака, позже перешёл на сторону суфия Халила и Байсунгура. Позже он подавил восстание Баяндура, восставшего в городе Йезд, и отправил его голову суфию Халилу в Тебриз.[12] Вернувшийся Баяндур Султан приходился Якубу двоюродным братом. После подавления этого восстания правление суфия Халила распространилось на арабский Ирак, иранский Ирак и персидские провинции.

### Под регентством Сулейман-бея
Суфи Халил был врагом Сулейман-бея Быджаноглу, долгое время находившегося в Диярбакыре. Сулейман-бей, помимо того, что на протяжении многих лет был врагом суфия Халила, был телохранителем султана Якуба, бывшим главнокомандующим и тестем. В 1491 году он победил Гулаби-бея, родственника суфия Халила в Диярбакре, и начал поход на суфия Халила. После длительных столкновений суфий Халил и его люди начали отступать к Тебризу, но по пути, 29 июля 1491 года, были разбиты армией Сулейман-бея. Суфи Халил и его брат Бакр-бей погибли в бою. Однако Сулейман-бей не тронул Байсунгура и, сохранив его на троне, занял позицию суфия Халила. По его приказу Хаджа Рухулла Газвини был назначен на должность министра финансов, а Гара Осман Горхмаз ибн Гур Мухаммад Баяндур — на должность командующего армией.
Фактическое правление Сулейман-бея, которое продлится 8 месяцев, ничем не отличалось от предыдущего, государство Аггоюнлу постепенно падало. Соседние страны планировали уничтожить своих кандидатов. Например, в 1492 году мамлюкский правитель в Каире готовился назначить нового правителя на престол османского Агоюнлу, согласно разведывательным материалам, дошедшим до Кайитбе. Чтобы предотвратить это, он решил воспользоваться Гусейн-беем, внуком Узун Хасана, сына Угурлу Мухаммада. Его план состоял в том, чтобы посадить Хусейна-бея на трон Тебриза, но по каким-то причинам он не смог начать кампанию. Гусейн-бей также умер спустя 9 месяцев в Хиджазе. Внутри рушился и трон Сулейман-бея и султана Байсунгура. Источники сообщают, что религиозная и военная элита подумывает о том, чтобы привести к власти Рустам-бея, находящегося в заключении в крепости Алинджа после карабахской резни. Первое восстание против Сулеймана началось в Тебризе под руководством главнокомандующего армией Горхмаза (также зятя Узун Хасана) при участии оставшихся из окружения Узун Хасана и основных приказов племя Баяндур. Но Сулейман подавил восстание и казнил Горхмаза. Казнь Горхмаза мобилизовала белых баранов на зимовках Карабаха. Вождём был выбран сын брата Горхмаза Ибрагим ибн Дана Халил (по прозвищу Эйба Султан), а вокруг него - ведущие эмиры Аггоюнлу, сторонники ордена Сефевидов, племен Пернак и Каджар, а также те, кому удалось спастись от Племя Мосула объединилось, и начался марш по спасению Рустама в крепости Алинджа. Командир крепости Пёрмек Сиди Али-бей перешел на сторону восставших и освободил пленника. В то же время армия Сулеймана и Байсунгура распадалась, а их бойцы бежали и присоединялись к армии под предводительством Рустам-бея. Видя, что его армия слаба, Байсунгур бежал в Шурван и укрылся у своего деда Фарруха Ясара, а Сулейман-бек отправился в Диярбакыр. В мае 1492 года Рустам-бей вошел в оставленный армией город Тебриз.

## Смерть
При поддержке посредников было достигнуто примирение между двумя претендентами на престол Аггоюнлу. Города Гянджа и Барда были отданы Байсунгуру, а остальными территориями Рустам стал управлять из Тебриза. Весной 1493 года при поддержке государства Ширваншахов Байсунгур попытался вернуть себе трон, но потерпел поражение от Эйба-султана на берегах реки Куры. Немного позже Байсунгур вновь двинулся на Тебриз вместе с Коса-хаджи ибн-шейхом Хасаном, правителем Исфахана, который был потомком Гара Юлуг Осман-бея. На севере Тебриза Эйба Султан вновь разгромил Байсунгур. В то же время армия Пёрнака подавила восстание Аджама Ирака под предводительством Коса Хаджи. Оставшись один со своими помощниками, Байсунгур был схвачен и казнен в Тебризе в 1493 году вместе со своим сводным братом Хасаном и Косой Хаджи.